# Alastair McCorquodale
Alastair McCorquodale, född 5 december 1925 i Hillhead i Glasgow, död 27 februari 2009 i Grantham, var en brittisk friidrottare.
McCorquodale blev olympisk silvermedaljör på 4 x 100 meter vid sommarspelen 1948 i London.